# Norwegischer Fußballpokal der Männer 1920
Der norwegische Fußballpokal 1920 (kurz auch NM-Cup 1920 genannt) war die 19. Austragung des Fußballpokalwettbewerbs der Männer. Pokalsieger wurde der FK Ørn. Das Team setzte sich im Finale gegen den Frigg Oslo FK durch.

## Qualifikation
| Datum      |                          | Ergebnis    |                 |
| ---------- | ------------------------ | ----------- | --------------- |
| ??.??.1920 | IL Braatt                | 6:1         | Kristiansund FK |
|            | SK Djerv                 | 0:1         | FK Frem Bergen  |
|            | Drammens BK              | 4:1         | Torp IF         |
|            | Fagforeningenes IL Hamar | 3:2         | Eidsvold IF     |
|            | FK Kjapp Rjukan          | 2:4         | Tønsbergs TF    |
|            | Kongsvinger IL           | 2:3         | Lillestrøm SK   |
|            | Kristiania-Kameratene    | 5:2         | Hafslund IF     |
|            | FK Kvik Trondheim        | 4:3         | Neset FK        |
|            | FK Lyn                   | 6:0         | Elverum FK      |
|            | SFK Mercantile Oslo      | 6:1         | Hasle FK        |
|            | Nordstrand IF            | 1:0         | FK Norrøna      |
|            | Sandefjord BK            | 3:2         | Mjøndalen IF    |
|            | SBK Skiold               | 4:1         | IF Pors         |
|            | Skotfoss TIF             | 6:4         | Agnes IL        |
|            | Start Kristiansand       | 4:0         | FK Donn         |
|            | SFK Trygg Oslo           | 5:1         | Fredrikstad FK  |
|            | SK Ulf                   | 00:10       | FK Vidar        |
|            | Urædd FK                 | 5:1         | Moss FK         |
|            | Aalesunds FK             | 4:1         | SK Rollon       |
|            | SK Freidig               | 2:2 n. V. 1 | SK Brage        |

## 1. Runde
| Datum      |                       | Ergebnis    |                          |
| ---------- | --------------------- | ----------- | ------------------------ |
| ??.??.1920 | SK Brage              | 2:1         | SK Freidig               |
|            | Brann Bergen          | 5:0         | FK Vidar                 |
|            | Drammens BK           | 1:2         | SFK Trygg Oslo           |
|            | Fram Larvik           | 7:0         | Nordstrand IF            |
|            | Kristiana BK          | 5:0         | Fagforeningenes IL Hamar |
|            | Hamar FL              | 2:5         | SBK Drafn                |
|            | FK Fremad Lillehammer | 4:1         | FK Kvik Trondheim        |
|            | Kvik Halden FK        | 7:0         | SK Skjold                |
|            | Lillestrøm SK         | 1:5         | FK Ørn                   |
|            | SFK Lyn Oslo          | 5:1         | Larvik Turn              |
|            | FK Lyn                | 5:6         | Frigg Oslo FK            |
|            | Sandefjord BK         | 2:4         | SFK Mercantile Oslo      |
|            | Sarpsborg FK          | 2:1         | Urædd FK                 |
|            | SK 1910 Oslo          | 2:3         | Kristiania-Kameratene    |
|            | Start Kristiansand    | 2:0         | Stavanger IF             |
|            | Storms BK             | 6:0         | IF Ready                 |
|            | IL Sverre             | 3:2         | SK Rapp                  |
|            | Tønsbergs TF          | 2:1         | Odds BK                  |
|            | Viking Stavanger      | 5:4         | FK Frem Bergen           |
|            | SK Snøgg              | 3:3 n. V. 2 | Skotfoss TIF             |

## 2. Runde
Zehn Vereine erhielten ein Freilos: Brann Bergen, FK Fremad Lillehammer, Frigg Oslo FK, Kvik Halden FK, SFK Lyn Oslo, SFK Mercantile Oslo, Sarpsborg FK, Start Kristiansand, Viking Stavanger und FK Ørn.
| Datum      |                | Ergebnis |                       |
| ---------- | -------------- | -------- | --------------------- |
| ??.??.1920 | SK Brage       | 2:1      | Aalesunds FK          |
|            | SBK Drafn      | 7:1      | Kristiana BK          |
|            | Fram Larvik    | 9:1      | Kristiania-Kameratene |
|            | Skotfoss TIF   | 2:0      | SK Snøgg              |
|            | Storms BK      | 3:0      | Tønsbergs TF          |
|            | SFK Trygg Oslo | 3:1      | IL Sverre             |

## 3. Runde
| Datum      |                    | Ergebnis |                       |
| ---------- | ------------------ | -------- | --------------------- |
| 19.10.1920 | SFK Lyn Oslo       | 12:00    | SFK Mercantile Oslo   |
|            | Brann Bergen       | 6:1      | Viking Stavanger      |
|            | SK Brage           | 1:0      | FK Fremad Lillehammer |
|            | Frigg Oslo FK      | 5:1      | SBK Drafn             |
|            | Sarpsborg FK       | 4:2      | Fram Larvik           |
|            | FK Ørn             | 4:0      | Kvik Halden FK        |
|            | Start Kristiansand | 1:3      | Storms BK             |
|            | Skotfoss TIF       | 2:0      | SFK Trygg Oslo        |

## Viertelfinale
| Datum      |               | Ergebnis  |              |
| ---------- | ------------- | --------- | ------------ |
| 03.10.1920 | FK Ørn        | 5:1 n. V. | Storms BK    |
|            | Sarpsborg FK  | 3:1       | Skotfoss TIF |
|            | Frigg Oslo FK | 3:2 n. V. | Brann Bergen |
|            | SK Brage      | 0:1       | SFK Lyn Oslo |

## Halbfinale
| Datum      |               | Ergebnis |              |
| ---------- | ------------- | -------- | ------------ |
| 10.10.1920 | FK Ørn        | 2:0      | Sarpsborg FK |
|            | Frigg Oslo FK | 2:1      | SFK Lyn Oslo |

## Finale
| FK Ørn                                        | FK Ørn | Frigg Oslo FK | Frigg Oslo FK |
| --------------------------------------------- | --- | --- | ------------- |
| FK Ørn                                        | \| Finale \| \| 17. Oktober 1920 in Kristiana (Vestre Holmen) \| \| Ergebnis: 1:0 (0:0) \| \| Zuschauer: 10.000 \| \| Schiedsrichter: Fredrik Schieldrop \| \| Spielbericht \|                               | \| Finale \| \| 17. Oktober 1920 in Kristiana (Vestre Holmen) \| \| Ergebnis: 1:0 (0:0) \| \| Zuschauer: 10.000 \| \| Schiedsrichter: Fredrik Schieldrop \| \| Spielbericht \|         | Frigg Oslo FK |
| FK Ørn                                        | Thorbjørn Falkenberg – Kristian Johnsen, Leif Andersen – Reidar Høilund, Emil Hansen, Fritz Amundsen – Egil „Malern“ Jacobsen, Michael Paulsen, Harald Pedersen, Ingar "Nurven" Pedersen, Gudmund Fredriksen | Gustav Magnussen – Arne Bjørklund, Yngvar Tørnros – Jens Olsen, Ellef Mohn, Fritz Semb Thorstvedt – Per Bekkedahl, Hans Dahl, Bjarne „Bulle“ Olsen, Rolf Semb Thorstvedt, Trygve Smith | Frigg Oslo FK |
| FK Ørn                                        | 1:0 Michael Paulsen (68.) | | Frigg Oslo FK |
| Finale                                        | | |               |
| 17. Oktober 1920 in Kristiana (Vestre Holmen) | | |               |
| Ergebnis: 1:0 (0:0)                           | | |               |
| Zuschauer: 10.000                             | | |               |
| Schiedsrichter: Fredrik Schieldrop            | | |               |
| Spielbericht                                  | | |               |